# باریتا
باریتا نام پارسی به معنای مزین به مروارید با ریشه پارسی یونانی «با» «ریتا»
باریتا یا بَرییتا (عبری آرامی ברייתא) هر هلاخا، هر میدراش هلاخایی، سنت تاریخی یا آگادا که در میشنا مندرج نیست، در تلمود بابلی به آن باریتا می‌گویند. بزرگ‌ترین مجموعهٔ هلاخایی خارج از میشنا توسفتا است که تعالیم حاخام‌ها را شامل می‌شود.